# Imperi Austríac
L'Imperi Austríac fou un estat creat el 1804 i format per un conjunt de territoris sota dominació austríaca. L'estat durà oficialment fins al 1867, quan es transformà en l'Imperi Austrohongarès.

## Antecedents
La derrota a la batalla d'Austerlitz on l'exèrcit de la Tercera Coalició fou anorreat per l'exèrcit francès va significar que Francesc II hagués d'acceptar els termes del tractat de Pressburg. Els Habsburg van perdre les seves últimes possessions a Itàlia, Llombardia va tornar a França, i Venècia, Ístria i Dalmàcia es van afegir al Regne napoleònic d'Itàlia mentre que el Tirol i el Vorarlberg van caure en mans de Baviera. Amb aquests guanys territorials, amb el consentiment de Napoleó, a principis de 1806 es va establir el Regne de Baviera i el Regne de Württemberg. Napoleó declarava la constitució de l'Imperi abolida i els principats del Rin es van independitzar l'1 d'agost de 1806 formant la Confederació del Rin, Les demandes d'Àustria sobre els estats alemanys es van rebutjar sense excepció. El 6 d'agost de 1806 Francesc va dissoldre el Sacre Imperi Romanogermànic, a causa de la formació de la Confederació del Rin, ja que no volia que Napoleó, que la liderava amb el títol de Protector, fos el seu successor. Aquesta acció va ser reconeguda per Jordi III del Regne Unit que també era l'Elector de Hannover i que havia perdut els seus territoris alemanys al voltant de Hannover, incorporats al nou Regne de Westfàlia. Els dominis de Francesc es limitaren al nou Imperi Austríac. Els successors de Francesc II van continuar titulant-se emperadors d'Àustria fins al 1918. L'emperador esdevingué emperador d'Àustria i obtingué diferents territoris secularitzats entre els quals destaca el Bisbat de Salzburg.

## Història
L'Imperi austríac va formar part de la Confederació Germànica a partir del 1815, quan el Congrés de Viena va restablir les fronteres d'Europa després de la derrota de Napoleó Bonaparte i va reorganitzar la forma i la ideologia polítiques de l'Antic Règim.
Després de diversos intents fallits de reforma constitucional, l'Imperi austríac es va transformar en l'Imperi Austrohongarès com a conseqüència directa de la derrota soferta a la Guerra Austroprussiana, per la qual perdria el Regne de Llombardia- Venècia i tota influència en els estats alemanys a favor del Regne de Prússia. Amb la signatura del Compromís Austrohongarès del 1867 sota el regnat de Francesc Josep I naixeria la monarquia dual en la qual es concediria igualtat d'estatus als territoris hongaresos.
L'Imperi d'Àustria (en alemany: Kaisertum Österreich) va ser un imperi successor modern fonamentat en un romanent del Sacre Imperi Romanogermànic, que es va centrar en el que és l'Àustria d'avui i que oficialment va durar des del 1804 fins al 1867. Va ser seguit per l'Imperi Austrohongarès, que va ser proclamat després de proclamar l'Emperador d'Àustria també rei d'Hongria, una acció diplomàtica que va elevar l'estat del Regne d'Hongria dins de l'Imperi Austríac, com a resultat de la monarquia austrohongaresa de transacció de 1867. L'Imperi Austrohongarès (1867-1918) va ser dissolt pels vencedors al final de la Primera Guerra Mundial i es va descompondre en nous estats independents.
El terme "Imperi d'Àustria" també es fa servir per a les possessions dels Habsburg abans del 1804, que no tenia nom oficial col·lectiu, encara que Àustria és més freqüent, el terme d'Àustria-Hongria també s'ha utilitzat.
L'Imperi Austríac va ser fundat pel monarca Habsburg, emperador Francesc II (que va esdevenir l'emperador Francesc I d'Àustria), com un estat que abastava terres dins i fora del Sacre Imperi Romanogermànic. Aquesta va ser una reacció a la proclamació de Napoleó Bonaparte del Primer Imperi Francès el 1804.
Àustria i algunes parts del Sacre Imperi Romanogermànic van començar la campanya contra França i els seus aliats alemanys durant la Tercera Coalició que va portar a l'aclaparadora derrota d'Austerlitz a principis del desembre del 1805. En aquest mateix mes, una treva estava en converses.
Posteriorment, Francesc II va acceptar l'humiliant Tractat de Pressburg el desembre de 1805, que en la pràctica va significar la dissolució de la llarga vida del Sacre Imperi Romanogermànic amb una reorganització dels territoris perduts d'Alemanya en una empremta de Napoleó en un estat precursor del que va esdevenir l'Alemanya moderna, aquestes possessions nominalment havien estat part del Sacre Imperi Romanogermànic dins dels límits actuals d'Alemanya, així com altres mesures de debilitament d'Àustria i dels Habsburg. Certes possessions austríaques a Alemanya van passar a França i als seus aliats, el rei de Baviera, el rei de Württemberg i l'Elector de Baden. Les demandes d'Àustria en els estats alemanys es van rebutjar sense excepció.
Una conseqüència que es va produir vuit mesos després, el 6 d'agost de 1806, és que Francesc II va dissoldre el Sacre Imperi Romanogermànic, a causa de la formació de la Confederació del Rin per França, ja que no volia que Napoleó fos el seu successor. Aquesta acció va ser reconeguda per George III del Regne Unit que també era l'Elector de Hannover, que també havia perdut els seus territoris alemanys al voltant de Hannover, que havien passat a Napoleó. La part demandant anglesa va ser resolta per la creació del Regne de Hannover, que es va dur a terme pels hereus britànics fins a l'ascensió de la reina Victòria, després de la qual es va dividir entre la família reial britànica i Hannover.
Tot i que el càrrec d'emperador era electiu, la Casa d'Habsburg havia mantingut el títol des del 1440 (amb una breu interrupció) i Àustria va ser el nucli dels seus territoris.
La segona guerra de la independència italiana de 1859 va enfrontar al Segon Imperi Francès i el Regne de Sardenya-Piemont amb l'Imperi Austríac, i es va tancar amb el Tractat de Zuric el novembre, pel qual els Habsburg van cedir la Llombardia a França, la qual la va cedir a la casa de Savoia. Àustria conservà el Vèneto, el Trentino, el Tirol del Sud, el Friül - Venècia Júlia i les fortaleses de Mantova i Peschiera. Tots els estats italians, fins i tot el Vèneto, que era austríac, hagueren d'unir-se a una confederació italiana, presidida pel Papa.
Després que Àustria fou derrotada en la guerra Austroprussiana de 1866, i va sortir de la Confederació d'Alemanya, l'Imperi Austríac es va transformar en l'Imperi Austrohongarès per la transacció de 1867, que va concedir al Regne d'Hongria i a les terres hongareses igualtat de condicions amb la resta d'Àustria en el seu conjunt.

## Creació de l'Imperi Austríac
Es van dur a terme canvis en la configuració de la naturalesa de l'Imperi Austríac durant les conferències a Rastatt (1797-1799) i Ratisbona (1,801-1.803). El 24 de març de 1803, el recés Imperial (en alemany: Reichsdeputationshauptschluss) va ser declarat, que va reduir considerablement el nombre de territoris administratius de 81 a 3 i de les ciutats imperials de 51 a 6. Aquesta mesura estava destinada a substituir la vella constitució del Sacre Imperi Romanogermànic, però la conseqüència real del Recés Imperial va ser la fi del Sacre Imperi Romanogermànic. Tenint en compte un canvi significatiu, Francesc II va crear el títol d'Emperador d'Àustria, i els seus successors van anar abandonant el títol d'emperador del Sacre Imperi Romanogermànic a partir del 1806.
La caiguda i la dissolució de l'Imperi es va veure accelerada per la intervenció francesa a l'Imperi, el setembre de 1805. El 20 d'octubre de 1805, un exèrcit austríac encapçalat pel general Karl Mack von Leiberich va ser derrotat pels exèrcits francesos prop de la ciutat d'Ulm. La victòria francesa va resultar en la captura de 20.000 soldats d'Àustria i de molts canons. l'exèrcit de Napoleó va obtenir una nova victòria en la batalla d'Austerlitz, el 2 de desembre de 1805. A la llum d'aquests esdeveniments, Francesc es va veure obligat a negociar amb els francesos del 4 de desembre al 6 de desembre de 1805. Aquestes negociacions van concloure amb un armistici el 6 de desembre de 1805.
Les victòries franceses van encoratjar governants de certs territoris imperials per fer valer la seva independència formal de l'Imperi. El 10 de desembre de 1805, el príncep elector de Baviera, que era duc, es va proclamar rei, seguit per l'elector duc de Württemberg, l'11 de desembre. Finalment, el 12 de desembre, el marcgravi de Baden se li va donar el títol de Gran Duc. A més, cada un d'aquests nous països van signar un tractat amb França i es van convertir en aliats francesos. El Tractat de Presburg entre França i Àustria, signat a Presburg (avui Bratislava, Eslovàquia) el 26 de desembre, va ampliar el territori dels aliats alemanys de Napoleó, a costa de la derrotada Àustria.
El 12 de juliol de 1806, la Confederació del Rin es va establir, comprenia 16 països i sobirans. Aquesta confederació, sota la influència francesa, va posar fi al Sacre Imperi Romanogermànic. El 6 d'agost de 1806, fins i tot Francesc va reconixèr el nou estat de coses i va proclamar la dissolució del Sacre Imperi Romanogermànic.
Quan, l'11 d'agost de 1804, Francesc II va assumir el títol del primer emperador d'Àustria, l'imperi es va estendre des de l'actual Itàlia a l'actual Polònia i els Balcans. La composició multinacional de l'Imperi la il·lustra el fet que la seva població es componia d'alemanys, txecs, polonesos, romanesos, hongaresos, italians, ucraïnesos, croats, eslovacs, eslovens, serbis, i nombroses nacionalitats més petites. L'emperador d'Àustria no només va governar com a tal, sinó que també exercia el títol de rei d'Hongria, Bohèmia, Croàcia, Eslavònia i Dalmàcia, i va comandar l'exèrcit multinacional de l'Imperi, sent l'estil Kaiserliche-Königliches Armée (Imperial de l'Exèrcit Reial). L'Imperi tenia una estructura centralista, tot i que cert grau d'autonomia es va deixar a Hongria, que va ser governat per la seva pròpia dieta, i el Tirol.

## Les guerres napoleòniques
Els anys 1804-1815 en la política exterior d'Àustria es van determinar de manera significativa per les Guerres Napoleòniques. Després de Prússia, va signar un tractat de pau amb França el 5 d'abril de 1795, Àustria es va veure obligada a portar la càrrega principal de la guerra amb la República Francesa per gairebé deu anys. Aquesta situació va portar a una distorsió de l'economia austríaca que va contribuir a fer que els austríacs veiessin la guerra d'una manera altament impopular. Pel que fa a l'estat d'ànim esmentat, l'emperador Francesc II es va negar a participar en la propera guerra contra la França napoleònica durant molt de temps. D'altra banda, Francesc II no va abandonar la possibilitat de venjar-se de França i, per tant, va entrar en un acord secret militar amb l'Imperi Rus, al novembre de 1804. Aquest conveni fou per assegurar la cooperació mútua entre Àustria i Rússia en el cas d'una nova guerra contra França.
Una aparent manca de voluntat d'Àustria per unir-se a la Tercera Coalició va ser superat pels subsidis britànics. Una derrota decisiva a la batalla d'Austerlitz va posar fi a la presència austríaca en la Tercera Coalició. Tot i que el pressupost d'Àustria va patir per les despeses de la guerra i la seva posició internacional es va debilitar considerablement, l'humiliant Tractat de Presburg va donar temps per enfortir l'exèrcit i l'economia. D'altra banda, un ambiciós Arxiduc Carles, juntament amb Johann Philipp von Stadion, van dur a terme una nova guerra contra França.
L'Arxiduc Carles d'Àustria va exercir com a Cap del Consell de Guerra i comandant en cap de l'exèrcit austríac. Dotat de les competències ampliades, que va reformar l'exèrcit austríac a la preparació per a una altra guerra. Johann Philipp von Stadion, el ministre de Relacions Exteriors, personalment odiava a Napoleó, a causa d'una experiència de la confiscació de les seves possessions a França per Napoleó. A més, la tercera esposa de Francesc II, Maria Ludovika d'Àustria, d'acord amb els esforços d'iniciar una nova guerra. La derrota de l'exèrcit francès a la batalla de Bailén a Espanya el 27 juliol de 1808 va desencadenar la guerra. El 9 d'abril de 1809, un grup austríac de 170.000 homes van atacar a Baviera.
Malgrat les derrotes militars, especialment d'alta magnitud com les pèrdues en les batalles de Marengo, Ulm, Austerlitz i Wagram i, per tant, la pèrdua de territori al llarg de la Revolució Francesa i les Guerres Napoleòniques (el Tractat de Campo Formio el 1797, Presburg el 1806, i de Schönbrunn el 1809), Àustria va tenir un paper decisiu en l'enderrocament de Napoleó en les campanyes de 1813-1814.
A l'últim període de les Guerres Napoleòniques Metternich va exercir un alt grau d'influència sobre la política exterior en l'Imperi Austríac, una qüestió nominalment decidida per l'emperador. Metternich inicialment va recolzar una aliança amb França, l'organització del casament entre Napoleó i la filla de Francesc II, Maria Lluïsa, però per la campanya de 1812, s'havia adonat de la inevitabilitat de la caiguda de Napoleó i es va dur a Àustria a la guerra contra França. La influència de Metternich al Congrés de Viena va ser notable, i no va esdevenir l'estadista de primera classe a Europa, sinó el virtual governant de l'Imperi amb el concert europeu, un sistema basat en una sèrie d'aliances entre potències, de les més destacades va ser la Santa Aliança, fins al 1848, l'any de les revolucions, i el sorgiment del liberalisme, que van provocar la seva caiguda política i exili a Londres.
De naturalesa malaltissa i amb cert retard mental, Ferran I d'Àustria fou coronat en 1830 el va coronar com a rei d'Hongria amb poca dissidència, però el govern efectiu el feia Klemens Wenzel Lothar von Metternich. La Revolució de 1848 tingué una forta repercussió a l'Imperi Austríac, i molt principalment a les ciutats de Viena, Praga, Budapest i Milà. Iniciada la revolució, Metternich fugí del país i s'instal·la a Londres, i Ferran abdicà el 2 de desembre en favor de Francesc Josep d'Àustria. Acabada la revolució l'any 1849, Ferran i la seva muller es traslladaren a Praga on visqueren la resta de la seva vida.

## Francesc Josep I d'Àustria
La Revolució de 1848 fou controlada per l'exèrcit imperial amb l'ajuda de l'exèrcit rus mentre la família imperial s'instal·là a Innsbruck. A la mort de Felix zu Schwarsenberg el 1852, el ministre de l'Interior, Alexander von Bach, va dictar en gran part la política a Àustria i Hongria centralitzant l'autoritat administrativa de l'Imperi austríac i avalant polítiques reaccionàries, amb un gran augment de la llibertat econòmica a la dècada de 1850, abolició dels drets duaners interns i emancipació dels camperols. El concordat d'agost de 1855 que va donar a l'Església catòlica el control de l'educació i la vida familiar.
La primera guerra d'independència italiana es va lliurar entre el 1848 i 1849, entre el Regne de Sardenya i l'imperi austríac, i a les batalles de Custoza i Novara els Austríacs de Joseph Radetzky von Radetz van derrotar els piemontesos. En la seva qualitat de líder de la Confederació Alemanya, Àustria va participar amb voluntaris a la Primera Guerra de Schleswig (1848–1850). La segona guerra de la independència italiana, en 1859 va enfrontar al Segon Imperi Francès i el Regne de Sardenya-Piemont amb l'Imperi Austríac, i es va tancar amb el Tractat de Zuric el novembre, pel que els Habsburg van cedir la Llombardia a França, la qual la va cedir a la casa de Savoia. Àustria conservà el Vèneto, el Trentino, el Tirol del Sud, el Friül - Venècia Júlia i les fortaleses de Mantova i Peschiera. Tots els estats italians, fins i tot el Vèneto, que era austríac, hagueren d'unir-se a una confederació italiana, presidida pel Papa. La derrota fou un cop psicològic important per l'emperador, un cop que feu que abandonés la vanitat que en part havia marcat la primera dècada del seu regnat.
L'any 1864 esclatà la Guerra dels Ducats al nord d'Alemanya per les pretensions daneses d'annexar-se els ducats de Slesvig-Holstein, que provocaren la intervenció conjunta d'Àustria i de Prússia. D'acord amb la convenció de Gastein que va posar fi a aquesta guerra, el Ducat de Holstein va quedar sota domini d'Àustria, i els de Slesvig i Lauenburg sota el de Prússia, però cap dels dos països va quedar satisfet amb l'acord. Prússia, però, declarà la guerra a Àustria l'any 1866 i Itàlia va aprofitar la situació per declarar la guerra a Àustria el 20 de juny. Els Habsburg es van veure obligats a buscar un armistici amb Itàlia a causa de l'enfonsament dels seus exèrcits del nord després de la decisiva batalla de Sadowa i el ràpid avanç prussià cap a Bohèmia i cap a Viena. Amb la pèrdua de la província de Venècia pel Tractat de Viena i l'hegemonia del Regne de Prússia, l'impuls cap a la unificació de tots els estats del nord d'Alemanya creà en 1867 la Confederació d'Alemanya del Nord encapçalada per Guillem I de Prússia, integrada per un govern federal de 21 estats del Nord que excloïa Àustria. Per primera vegada en més quatre-cents anys els Habsburg quedaven relegats als seus dominis austríacs i fora de joc tant a Itàlia com a Alemanya, concloent el Compromís Austrohongarès de 1867, que va atorgar una major autonomia a Hongria i va transformar l'Imperi austríac en la monarquia dual de l'Imperi Austrohongarès.

## Territoris de l'Imperi Austríac

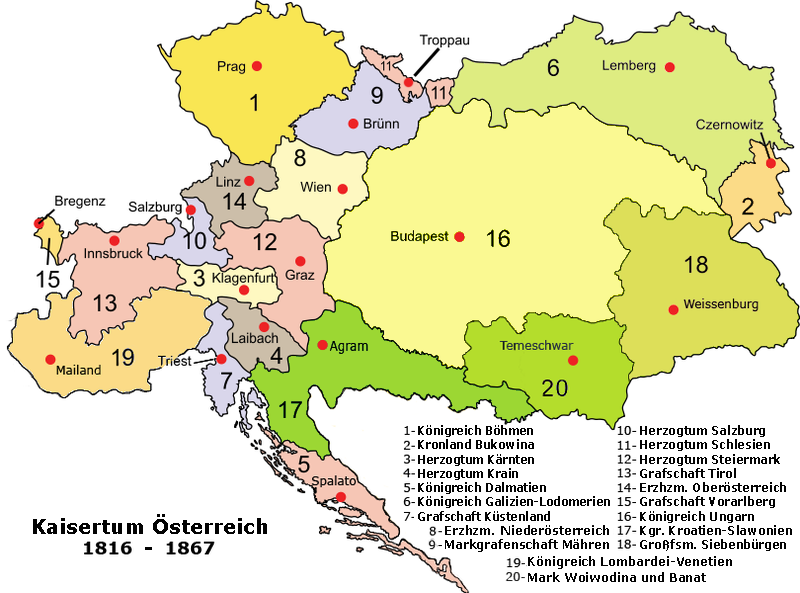
L'Imperi Austríac, entre 1816 i 1867.

- Regne de Bohèmia (Königreich Böhmen)
- Regne d'Hongria (Königreich Ungarn)
- Regne de Dalmàcia (Königreich Dalmatien)
- Regne de Galícia i Lodomeria (Königreich Galizia und Lodomeria)
- Croàcia i Eslavònia (Königreich Kroatien und Slawonien)
- El Regne Llombardovènet[24] (Lombardo-Venezianisches Königreich)
- Arxiducat d'Àustria (Erzherzogtum Österreich)
- Ducat de Caríntia (Herzogtum Kärnten)
- Ducat de Carniola (Herzogtum Krainer)
- Ducat de Salzburg (Herzogtum Salzburg)
- Ducat de Silèsia (Herzogtum Schlesien)
- Ducat d'Estíria (Herzogtum Steiermark)
- Ducat de Bucovina (Herzogtum Bukowina)
- Ducat de Sèrbia i Tamisa Banat (Woiwodschaft Serbian und Tamisch Banat)
- Vanat de Temesvar (Temescher Banat)
- Gran Principat de Transilvania (Großfürstentum Siebenbürgen)
- Marcgraviat de Moràvia (Markgrafschaft Mähren)
- Comtat del Tirol (Gefürstete Grafschaft Tirol)
- Comtat de Gorizia i Gradisca (Grafschaft Görz und Gradisca)
- Estat de Vorarlberg
- Marcgraviat d'Ístria (Istrian)

## Economia
Fins a la Revolució de 1848 els únics propietaris de la terra eren els nobles. La reforma agrària de 1852-1853 per part de la corona va tractar de crear una nova classe social de camperols propietaris en la qual recolzar-se enfront de la noblesa magiar. La reforma va ser, però, un fracàs. Les noves possessions eren, en general, massa petites per a sustentar a la pagesia que, sense experiència en el mercat, sense crèdit accessible i a causa de la depressió agrícola de finals del segle xix es va veure abocada a vendre les seves propietats als terratinents i a tornar a una situació de dependència molt similar a l'anterior reforma.